# Chiesa dei Santi Pietro e Paolo (Alzate Brianza)
La chiesa prepositurale dei Santi Pietro e Paolo è la parrocchiale di Alzate Brianza, in provincia di Como e arcidiocesi di Milano; fa parte del decanato di Erba.

## Storia
La prima citazione di una chiesa ad Alzate, sorta dove in antichità esisteva un tempio pagano, è da ricercare nel Liber Notitiae Sanctorum Mediolani, redatto da Goffredo da Bussero alla fine del XIII secolo, da cui si apprende che dipendeva dalla pieve di Galliano, come confermato anche dal Liber seminarii mediolanensis del 1564.
Nel XVI secolo fu edificata una nuova chiesa che andò a sostituire il precedente luogo di culto di origine medievale.
Dalla relazione della visita pastorale del 1764, dell'arcivescovo di Milano Giuseppe Pozzobonelli si apprende che la parrocchiale dei Santi Pietro e Paolo, in cui aveva sede il sodalizio del Santissimo Sacramento e Santissimo Rosario, aveva come filiali gli oratori di Santa Maria di Rogoredo, della Beata Vergine Maria della Pietà e di San Vittore in Verzago.
Tra il 1846 e la fine di quel secolo la chiesa venne interessata da un rifacimento su progetto dell'architetto milanese Giacomo Moraglia.
Nel 1899 l'arcivescovo Andrea Carlo Ferrari, in occasione della sua prima visita pastorale, rilevò che a servizio della cura d'anime vi erano il parroco e un coadiutore, che i fedeli ammontavano a circa 2000 e che dalla parrocchiale di Alzate, sede di un vicariato foraneo in luogo e della confraternita del Santissimo Sacramento, dipendevano gli oratori di San Vittore Martire in località Verzago e di Maria Vergine Addolorata e le chiese di San Giorgio e Immacolata e di Santa Maria Nascente.
Nel 1989 si procedette all'esecuzione dell'adeguamento liturgico secondo le norme postconciliari mediante l'aggiunta dell'ambone e dell'altare rivolto verso l'assemblea.
La parrocchiale fu oggetto nel 2013 di un intervento di restauro, in occasione del quale si provvide in particolare al risanamento delle coperture.

## Descrizione

### Facciata
La facciata della chiesa, rivolta a sudovest, è suddivisa da una cornice marcapiano in due registri, entrambi scanditi da lesene: quello inferiore, affiancato da due ali laterali, è caratterizzato dal portale d'ingresso e da due nicchie con statue, mentre quello superiore presenta centralmente una serliana e ai lati altre due nicchie contenenti delle statue ed è coronato dal timpano di forma triangolare.
Annesso alla parrocchiale è il campanile a base quadrata, la cui cella presenta su ogni lato una monofora ed è coronata dalla cupola poggiante sul tamburo.

### Interno
L'interno dell'edificio si compone di un'unica navata, sulla quale si affacciano le cappelle laterali, introdotte da archi a tutto sesto, e le cui pareti sono scandite da lesene sorreggenti la trabeazione modanata e aggettante sulla quale si imposta la volta a botte; al termine dell'aula si sviluppa il presbiterio, rialzato di alcuni gradini, delimitato da balaustre e chiuso dall'abside di forma semicircolare.